# Estación de La Piedad
La Piedad fue una estación de trenes que se encuentra en La Piedad de Cabadas, Michoacán. En 2021, un tren de carga descarrilo cerca de la estación.

## Historia
La estación se edificó sobre la línea de Irapuato á Guadalajara, la cual fue construida por el antiguo Ferrocarril Central Mexicano por medio de la concesión número 17 del 8 de septiembre de 1880. La empresa organizada para explotar el ferrocarril quedó a cargo de la Compañía Limitada del Ferrocarril Central Mexicano.